# Henry Compton
Henry Compton, född 1632, död den 7 juli 1713, var en engelsk biskop, först i Oxford, senare i London. 
Under Karl II utövade han stort inflytande och ledde prinsessornas, de senare drottningarna Marias och Annas religiösa uppfostran. Under Jakob II motsatte han sig kungens strävanden att främja papismen på den anglikanska kyrkans bekostnad och föll i onåd. Han var med om att inkalla Vilhelm av Oranien 1688. 
Under den nya regeringen återfick han sitt ämbete. Då Sancroft, ärkebiskopen av Canterbury, inte ville kröna kungaparet, gjorde Compton det, men vid valet av en ny ärkebiskop förbigicks han till förmån för Tillotson, något som tog Compton mycket hårt. Han bevarade dock stort inflytande både under Vilhelm och under drottning Anna ända till sin död.